# Santa Clara (Jujuy)
Santa Clara è un comune (municipio in spagnolo) dell'Argentina, appartenente alla provincia di Jujuy, capoluogo del dipartimento di Santa Bárbara. È a 120 km circa dalla capitale provinciale, San Salvador de Jujuy.
In base al censimento del 2001, nel territorio comunale dimorano 4.883 abitanti, con un aumento dell'8,6% rispetto al censimento precedente (1991). Di questi abitanti, il 48,33% sono donne e il 51,66% uomini. Nel 2001 la sola città di Santa Clara, sede municipale, contava 3.607 abitanti.
La zona è conosciuta per le terme di Santa Clara, a 8 km circa dalla città.